# Teofrastita
La teofrastita és un mineral de la classe dels òxids, que pertany al grup de la brucita. Rep el nom per Teofrast (cap al 371-286 aC), filòsof i escriptor grec, deixeble d'Aristòtil. Va ser l'autor al voltant del 315 aC de Περι λιθων, A les pedres, possiblement el primer llibre de mineralogia.

## Característiques
La teofrastita és un hidròxid de fórmula química Ni(OH)₂. Es tracta d'una espècie aprovada per l'Associació Mineralògica Internacional, i publicada per primera vegada el 1980. Cristal·litza en el sistema trigonal. La seva duresa a l'escala de Mohs és 3,5.
Segons la classificació de Nickel-Strunz, la teofrastita pertany a «04.FE - Hidròxids (sense V o U) amb OH, sense H₂O; làmines d'octaedres que comparetixen angles» juntament amb els següents minerals: amakinita, brucita, portlandita, pirocroïta, portlandita, pirocroïta, bayerita, doyleïta, gibbsita, nordstrandita, boehmita, lepidocrocita, grimaldiïta, heterogenita, feitknechtita, litioforita, quenselita, ferrihidrita, feroxihita, vernadita i quetzalcoatlita.
L'exemplar que va servir per a determinar l'espècie, el que es coneix com a material tipus, es troba conservat a l'Smithsonian, situat a Washington DC (Estats Units), amb el número de registre: 148460.

## Formació i jaciments
Va ser descoberta al mont Vermion, a la localitat de Pel·la (Macedònia Central, Grècia). També ha estat descrita a Itàlia, Escòcia, Rússia, el Japó, Austràlia i el Canadà.